# 秋田県立病院機構
地方独立行政法人秋田県立病院機構（あきたけんりつびょういんきこう）は、秋田県秋田市に本拠を置く、秋田県による地方独立行政法人である。

## 概要
2005年に、県が運営する病院の効率化を図る事を理由に、地方公営企業化や地方独立行政法人への移行が検討され、地方独立行政法人への方針が示されたことにより、2009年に当法人が発足した。

## 沿革
- 2009年4月1日 - 秋田県の地方独立行政法人として、地方独立行政法人秋田県立病院機構が発足
- 2019年3月1日 - 秋田県立脳血管研究センターが秋田県立循環器・脳脊髄センターに名称変更。

## 運営する医療機関等
- 秋田県立循環器・脳脊髄センター（当法人所在地と同一地）
- 秋田県立リハビリテーション・精神医療センター（大仙市協和）